# نظرية التحاول
في الرياضيات، تعتبر نظرية التحاول دراسة منهجية للحالات التي تأتي فيها التطبيقات مع التحاول بينها. نشأت موضوعًا في الطوبولوجيا الجبرية ولكن في الوقت الحاضر تُدرس باعتبارها نظامًا مستقلًا. إلى جانب الطوبولوجيا الجبرية، استُخدمت النظرية أيضًا في مجالات أخرى من الرياضيات مثل الهندسة الجبرية (على سبيل المثال، نظرية التجانس A¹) ونظرية الفئات (تحديدًا دراسة الفئات العليا).